# Florån

Florån är ett vattendrag i sydöstra Hälsingland och är huvudsakligen belägen i Söderhamns kommun.
Florån rinner upp i trakterna nordväst om Rengsjö i Bollnäs kommun, och kallas efter sjön Östersjön för Östersjöån. I trakten av Glösbo något längre österut kallas den för Glösboån, men sedan endast Florån (eller mot slutet Färgeriån).
Florån rinner igenom Florsjön och mynnar i Ljusnan.